# Route nationale 3 (Afrique du Sud)
Pour les articles homonymes, voir N3 et Route nationale 3.
 (septembre 2012).
Si vous disposez d'ouvrages ou d'articles de référence ou si vous connaissez des sites web de qualité traitant du thème abordé ici, merci de compléter l'article en donnant les références utiles à sa vérifiabilité et en les liant à la section « Notes et références ».
La N3 est une des Routes nationales d'Afrique du Sud. La N3 commence à Durban au KwaZulu-Natal, traverse l'État-Libre en passant notamment par Harrismith, et se termine à Johannesburg, au Gauteng. 
Reliant la capitale économique du pays et son principal port, la route est l'une des routes nationales les plus importantes et les plus fréquentées du pays. Elle présente au minimum 4 bandes sur l'ensemble de son parcours. 
La route passe le Drakensberg en empruntant le col de Van Reenen.